# Carex dispalata
Carex dispalata är en halvgräsart som beskrevs av Francis M.B. Boott. Carex dispalata ingår i släktet starrar, och familjen halvgräs.

## Underarter
Arten delas in i följande underarter:
- C. d. dispalata
- C. d. laxiflorens